# Hibbertia monogyna
Hibbertia monogyna är en tvåhjärtbladig växtart som beskrevs av Robert Brown och Dc. Hibbertia monogyna ingår i släktet Hibbertia och familjen Dilleniaceae. Inga underarter finns listade i Catalogue of Life.